# Elecciones municipales de 2023 en Parla
Las elecciones municipales de 2023 se celebraron en Parla el domingo 28 de mayo, de acuerdo con el Real Decreto de convocatoria de elecciones locales en España dispuesto el 3 de abril de 2023 y publicado en el Boletín Oficial del Estado el día 4 de abril. Se eligieron los 27 concejales del pleno del Ayuntamiento de Parla, a través de un sistema proporcional (método d'Hondt), con listas cerradas y un umbral electoral del 5 %.

## Candidaturas
En abril se presentaron 9 candidaturas en total, el PSOE con el actual alcalde Ramón Jurado a la cabeza, el PP con José Manuel Zarzoso en cabeza, Ciudadanos-Partido de la Ciudadanía con Sabrina García a la cabeza; Vox con Juan Marcos Manrique a la cabeza, Más Madrid con Miguel Fuentes a la cabeza, Contigo con Jesús Manuel Cezón Caminos a la cabeza, el PCPE con Eduardo Vecino en cabeza, Podemos con Ana Vanesa Calle a la cabeza y PACMA con Fernando Sánchez en cabeza.

## Resultados Completos
Según los resultados, el actual Alcalde de Parla (Madrid), Ramón Jurado Rodríguez (Partido Socialista Obrero Español) logra la mayoría simple en el consistorio, asegurando su reelección en el municipio Parleño gracias a un pacto de izquierdas.
|  | 37,89 % |

|  | 30.5 % |

|  | 11.9 % |

|  | 7.4 % |

|  | 7 % |

|  | 1.76 % |

|  | 1.62 % |

|  | 0.31 % |

|  | 98.38 % |